# Blata

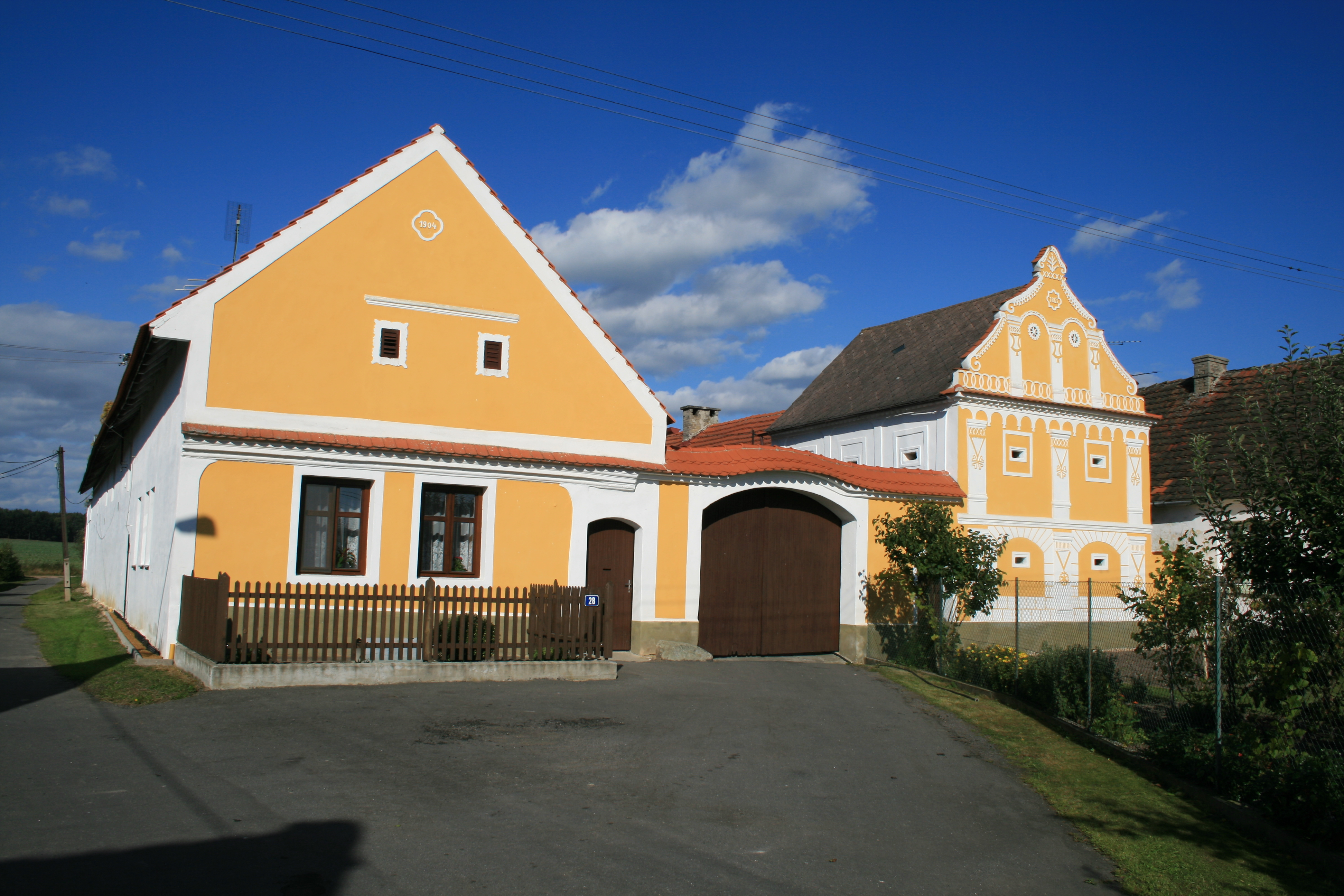
Komárov – dům č.p. 28

Blata jsou etnografický (národopisný) region v jižních Čechách, ležící v rovině Jihočeských pánví s mnoha rybníky. Na severu sousedí s Táborskem (Kozáckem) a na jihu s Doudlebskem. Název regionu je úzce spojený s jeho polohou v oblastech, kde se nachází mokřady, rašeliniště nebo podmáčená, tedy blátivá půda.
V oblasti lze nalézt příklady bohaté selské architektury ovlivněné barokem a klasicismem. Úrodnost a tím pádem relativní blahobyt kraje odráží estetika zdejšího kroje, který patří k nejzdobnějším v Čechách. Typickým prvkem jsou rozměrné pleny s bohatou výšivkou a doplněné o barevné korálky a svítivé penízky, které nosily ženy ještě na přelomu 19. a 20. století.

## Členění regionu
- Soběslavská Blata (označovaná také jako soběslavsko-veselská, velká, bohatá nebo pšeničná) – na západ od Soběslavi a Veselí nad Lužnicí směrem k Bechyni a Týnu nad Vltavou
- Zbudovská Blata (neboli menší nebo též hlubocká) – na jihozápadě, na levém břehu řeky Vltavy – v nivě Soudného potoka, mezi Netolicemi a Hlubokou nad Vltavou
- Třeboňská Blata – menší oblasti v Třeboňské pánvi, nejedná se ale o etnografickou oblast